# Usine Renault de Curitiba
L'usine Renault de Curitiba est une usine de construction automobile du groupe Renault, située à São José dos Pinhais, dans la région métropolitaine de Curitiba (État de Paraná), dans le sud du Brésil. Mise en service en 1998, elle est exploitée par la société Renault do Brasil.
Cette usine est l'une des principales usines du groupe en Amérique du Sud. Elle porte le nom du pilote Brésilien Ayrton Senna : « complexe Ayrton Senna ».
Déficitaire depuis son ouverture, l'usine n'a gagné de l'argent que depuis 2007, grâce notamment à la forte hausse de sa production : de  52 000 en 2005, la production est passée à 109 000 en 2007 puis environ 130 000 en 2008, vendues sur le marché intérieur ou exportées principalement vers l'Argentine et le Mexique.

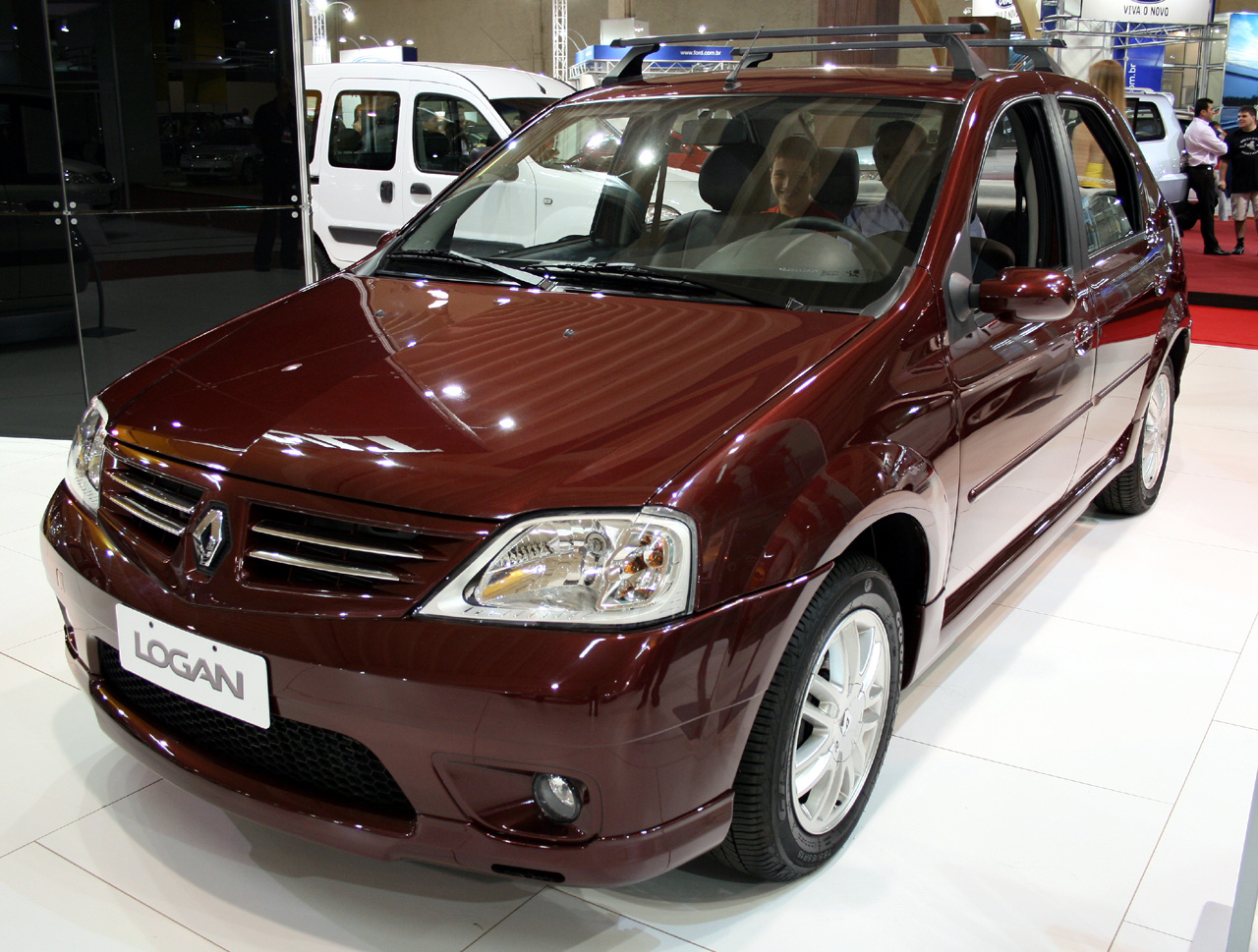
Renault Logan fabriquée à l'Usine Renault de Curitiba

En 2008, elle fabriquait les Mégane II, Scénic I, Dacia Logan et Dacia Sandero. À l'instar d'autres sites comme Pitesti, l'usine a connu une grève de plusieurs jours au terme de laquelle les ouvriers ont obtenu 10 % de hausse des salaires.

## Récompense
En 2020, l'usine de Curitiba reçoit le label World Economic Forum, qui regroupe les leaders dans « l'application des technologies de la quatrième révolution industrielle. ». Elle est ainsi le premier site industriel automobile à être reconnu en Amérique du sud.